# Gilbert Bessi
Gilbert Bessi (ur. 9 lipca 1958) – monakijski bobsleista i lekkoatleta, uczestnik pięciu igrzysk olimpijskich.

## Kariera sportowa
Czterokrotnie brał udział w zawodach bobslejowych na igrzyskach olimpijskich. W 1988 w Calgary zajął 25. miejsce w dwójkach (partnerem był książę Albert Grimaldi), w 1992 w Albertville – 23. miejsce w dwójkach (z Michelem Vatricanem) i 27. miejsce w czwórkach, w 1994 w Lillehammer – 31. miejsce w dwójkach (z Albertem Grimaldim) i 26. miejsce w czwórkach, a w 1992 w Nagano – 24. miejsce w dwójkach (partnerował mu Jean-François Calmes) i 28. miejsce w czwórkach.
Uprawiał również lekką atletykę. Odpadł w eliminacjach biegu na 100 metrów na mistrzostwach świata w 1987 w Rzymie i na igrzyskach olimpijskich w 1988.
Był chorążym reprezentacji Monako na otarciu zimowych igrzysk olimpijskich w 1998 w Nagano.